# سکریپل
سکریپل (به لاتین: Skřipel) یک منطقهٔ مسکونی در جمهوری چک است که در ناحیه بروون واقع شده‌است.